# وحيد عبد الرضا
وحيد عبد الرضا (مواليد 22 مايو 1983) هو ملاكم عراقي، مثّل بلاده في الألعاب الأولمبية الصيفية 2016.

## روابط خارجية
وحيد عبد الرضا على موقع بوكس ريك (الإنجليزية) (registration required)
- وحيد عبد الرضا على موقع اللجنة الأولمبية الدولية (الإنجليزية)
- وحيد عبد الرضا على موقع أوليمبيديا (الإنجليزية)